# St. Markus (Imbshausen)

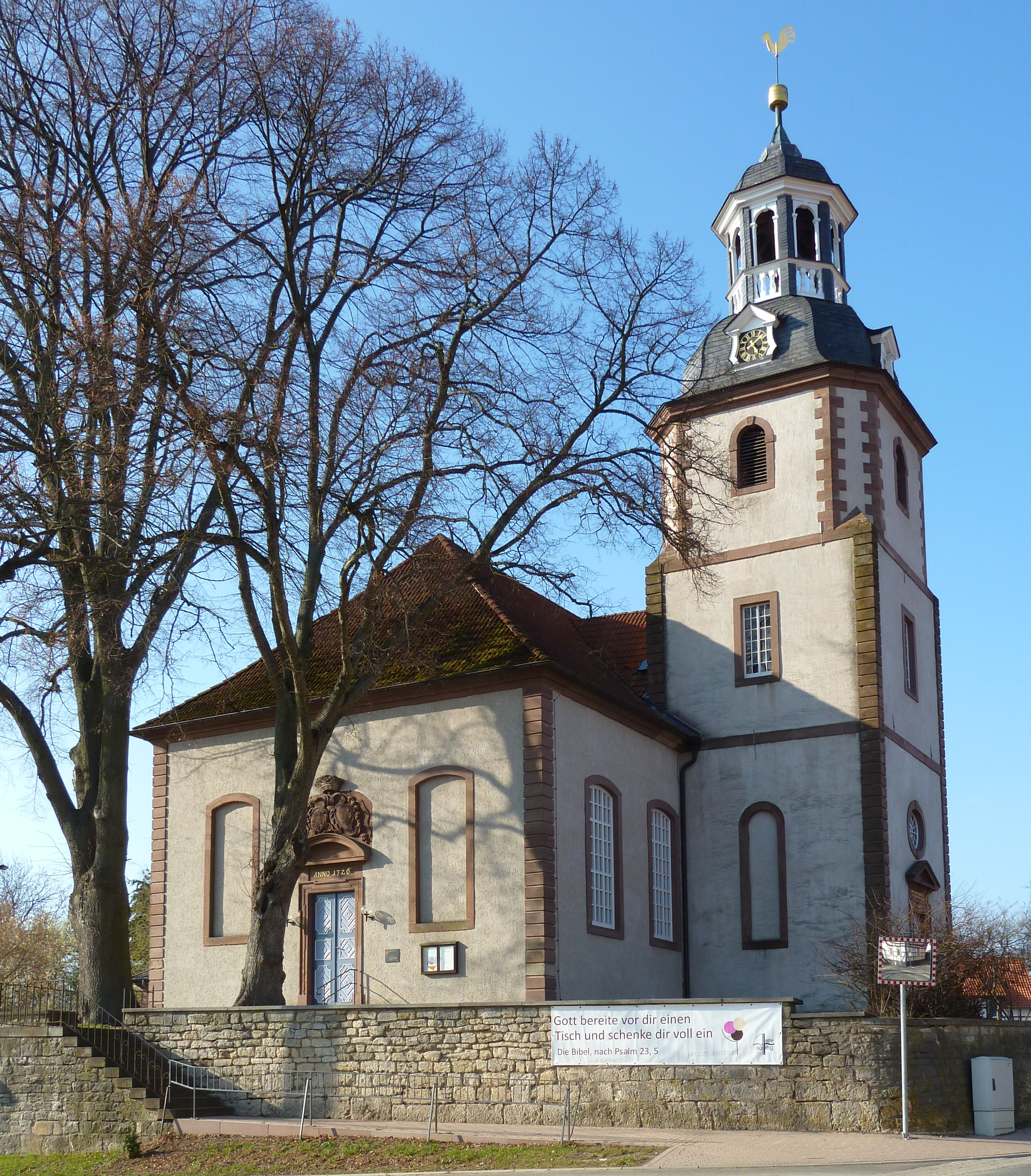
St. Markus

Die evangelisch-lutherische denkmalgeschützte Kirche St. Markus steht in Imbshausen, einem Ortsteil von Northeim, der Kreisstadt des Landkreises Northeim von Niedersachsen. Die Kirchengemeinde Imbshausen/Lagershausen-Denkershausen gehört zum Kirchenkreis Leine-Solling im Sprengel Hildesheim-Göttingen der Evangelisch-lutherischen Landeskirche Hannovers.

## Beschreibung
Nach einem Brand 1722 wurde von 1725 bis 1730 anstelle einer baufälligen kleinen Fachwerkkirche eine verputzte querrechteckige Saalkirche aus Bruchsteinen von Johann Christian Böhm gebaut. Das Kirchenpatronat hatte Friedrich von Steinberg. Über dem Südeingang sind die Wappen des Erbauers und seiner Ehefrau zu sehen. Das Patronat hat seit 1992 Carl Christian von Plate, Freiherr von Stralenheim inne. 
Die Ecksteine sind aus Rotsandstein. Die Eingänge sind an den Schmalseiten. Der Kirchturm steht im Osten. In seinem eingezogenen, achtseitigen, dritten Obergeschoss befindet sich hinter den Klangarkaden der Glockenstuhl. Der Turm ist mit einer schiefergedeckten Haube bedeckt, in der sich die Turmuhr befindet. Darauf sitzt eine Laterne, bekrönt mit einer Turmkugel. 
Bei der Restaurierung 1980/81 wurden die originale Farbfassung der stuckierten Wände und das Spiegelgewölbe wiederhergestellt.
Zur Kirchenausstattung gehört der Kanzelaltar an der östlichen Längsseite mit Kniebänken und seitlichen Durchgängen. Je drei gekuppelte korinthische Säulen tragen das geschwungene Gebälk, auf denen geschnitzte Engel das Symbol der Trinität anbeten. Gegenüber dem Altar befindet sich die separat zugängliche Patronatsloge, zu beiden Seiten der Loge stehen die Stühle für die Offiziere. Darunter liegt die später erweiterte Grablege derer von Stralenheim. An den Schmalseiten befinden sich die Emporen, die von je sechs hölzernen Säulen getragen werden. Im Norden befindet sich die Orgel mit dem Prospekt von 1742. Die heutige Orgel mit 16 Registern, verteilt auf zwei Manuale und Pedal, wurde 1967 von Alfred Frerichs gebaut.